# تيربينافين
تيربينافين الزمرة الدوائية دواء موضعي مضاد للفططريات.

## الاستعمال الطبي
ككريم 1% أو مسحوق، يتم استخدامه موضعيا للعدوى السطحية بالبشرة مثل حكة جوك. يعمل كريم التربينافين في حوالي نصف الوقت اللازم من قبل مضادات الفطريات الأخرى.
- يطبق موضعياً لعلاج سعفة القدم, وسعفة الجسد , وسعفة الرأس.[4]
- يستخدم بشكل مرخص لعلاج داء المبيضات الجلدي , والسعفة المبرقشة..[5]
- الاستخدام خلال الحمل: ينتمي هذا المحضر للمجموعة C.
- مضادات الاستطباب: فرط الحساسية لهذا المحضر أو لأحد مكوناته.

## تحذيرات
هذا المحضر معد للاستخدام الخارجي فقط.

## التأثيرات الجانبية
تم الإبلاغ عن العديد من الآثار الجانبية و التفاعلات الدوائية الضارة عن طريق الفم التربينافين هيدروكلوريدتحدث بنسبة 1% - 10%

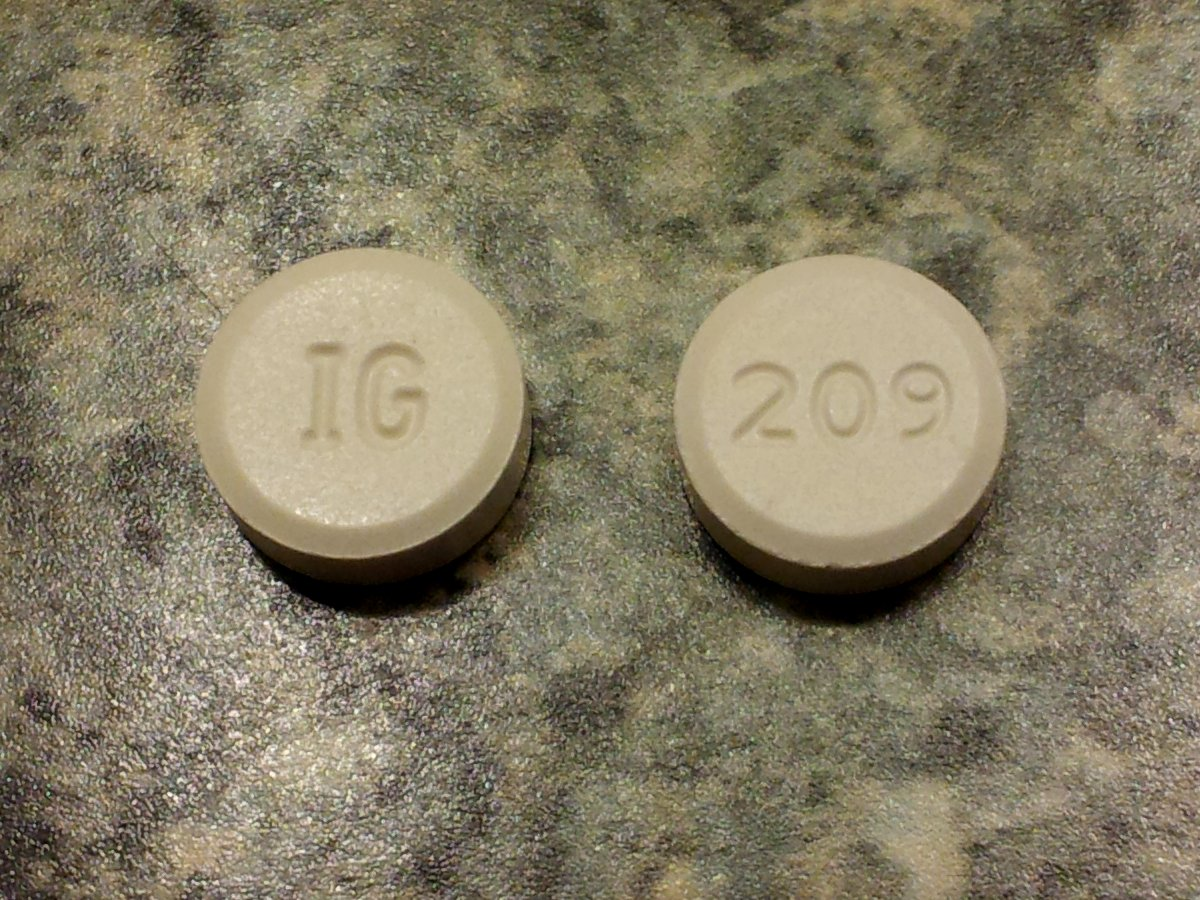
Generic terbinafine hydrochloride pills

- جلدية: حكة، التهاب جلد تماسي.
- موضعية: تخريش، لسع.

## الثباتية
احفظه بدرجة حرارة 5-30 درجة مئوية.

## آلية الـتأثير
مشتق أليكلامين صنعي يثبط خميرة سكوالين إيبوكسيداز التي تعد الخميرة الرئيسية المسؤولة عن تصنيع الستيرول ضمن الخلية الفطرية، هذا التثبيط يسبب نضوب مادة إرغوستيرول ضمن جدار الخلية الفطرية وبالتالي موتها.

## الحرائك الدوائية
- الامتصاص: تمتص كمية طفيفة منه بعد تطبيقه موضعياً.
- الاطراح: يطرح 75% من الكمية الممتصة عبر الجلد مع البول، وكمية طفيفة جداً مع البراز.

## الجرعة
البالغين (موضعياً)
- سعفة القدم: طبقه على المنطقة المؤوفة مرتين يومياً لمدة أسبوع على الأقل و4 أسابيع لحد اقصى.
- سعفة الرأس أو الجسد: طبقه على المنطقة المؤوفة 1-2 مرة يومياً لمدة أسبوع على الأقل و 4 أسابيع كحد أقصى.

## التعليمات الخاصة بالمريض
- هذا المحضر معد للتطبيق الخارجي فقط، ولا يجوز استخدامه فموياً أو عينياً أو تطبيقه داخل المهبل.
- راجع الطبيب فوراً في حال حدوث حساسية أو تخريش.

## المستحضرات الصيدلانية
رهيم: 1% (15غ ,30 غ).